# スパイスバッグ
スパイスバッグ（または、スパイシーバッグ、スパイスボックス、スパイシーボックス;アイルランド語: mála spíosrach  ）とは、アジア圏の料理に着想を得たアイルランドで広く受容されているファーストフード料理。 
普通は、たっぷりの油で揚げた塩味と唐辛子味のフライドポテト、鶏肉 (細切り鶏肉、チキンボールあるいは手羽先)ピーマン、赤ピーマン、薄く切った唐辛子、揚げ玉ねぎ、各種香辛料を材料とする。  ベジタリアン用またはビーガン用のものもしばしば入手可能で、細切り鶏肉の代わりに揚げ豆腐が使用される。 カレーソースをつけることもある。   
2010年代からアイルランド国内の中華料理店やフィッシュアンドチップス専門店で売られており 、カルト的人気を博しており、ジャストイート社の2020年全アイルランドテイクアウト部門賞「アイルランドのお気に入りのテイクアウト料理」に選出された。

## 歴史
アイルランド放送協会の記者であるリアム・ジェラティーによると、この料理は首都・ダブリンのテンペローグ地区にある中華料理店、「サンフラワーチャイニーズテイクアウェー」で2010年に考案されたと推定される。最初のスパイスバッグはジャストイート社が2012年に販売した。 a

## 注記
1. ^a2016年8月27日にRTEラジオ1の「ビジネス」で放映。